# كريستيانا أبيودن ايمانويل
كريستيانا أبيودن ايمانويل (بالإنجليزية: Christiana Abiodun Emanuel)‏ هي مبشرة نيجيرية، ولدت في 25 ديسمبر 1907 في أبيوكوتا في نيجيريا، وتوفيت في 1994.

## وصلات خارجية
- كريستيانا أبيودن ايمانويل على موقع الموسوعة البريطانية (الإنجليزية)